# Hydrovatus turbinatus
Hydrovatus turbinatus är en skalbaggsart som beskrevs av Zimmermann 1921. Hydrovatus turbinatus ingår i släktet Hydrovatus och familjen dykare. Inga underarter finns listade i Catalogue of Life.